# Pod stuk kolёs
Pod stuk kolёs (Под стук колёс) è un film del 1958 diretto da Michail Ivanovič Eršov.